# John Leslie (rugby à XV)
Pour les articles homonymes, voir John Leslie.
Pas d'image ? Cliquez ici

a Compétitions nationales et continentales officielles uniquement.

b Matchs officiels uniquement.
John Andrew Leslie, est né le 25 novembre 1970 à Lower Hutt (Nouvelle-Zélande). C’est un joueur de rugby à XV qui a joué avec l'équipe d'Écosse, évoluant au poste de centre. Son frère Martin Leslie a aussi joué pour l'équipe d'Écosse.

## Carrière
John Leslie connaît sa première cape internationale à l'occasion d'un test match le 21 novembre 1998 contre l'équipe d'Afrique du Sud. Il dispute son dernier test match le 6 avril 2002 contre l'équipe du pays de Galles. Le 6 février 1999, lors du Tournoi des Cinq Nations, il inscrit l'essai le plus rapide de cette compétition après seulement neuf secondes de jeu. John Leslie a disputé un match de la Coupe du monde 1999.

## Palmarès
- Vainqueur du Tournoi des Cinq Nations en 1999

## Statistiques en équipe nationale
- 23 sélections (+2 avec le XV d'Écosse)
- Sélections par années : 1 en 1998, 6 en 1999, 6 en 2000, 8 en 2001, 2 en 2002
- Tournois des Cinq Nations disputés: 1999, 2000, 2001, 2002.
- Participation à la Coupe du monde 1999